# Ding Jinhui
Ding Jinhui (丁锦辉S, Dīng JǐnhuīP; Anji, 27 ottobre 1989) è un ex cestista cinese.

## Carriera
Con la Cina ha disputato i Campionati mondiali del 2010, i Campionati asiatici del 2011  e i Giochi olimpici di Londra 2012.